# Avraamij (metropolita rjazaňský)
Avraamij († 27. února 1708, Moskva) byl ruský duchovní Ruské pravoslavné církve a metropolita rjazaňský a muromský.
Byl archimandritou monastýru Andronikov v Moskvě.
Dne 19. ledna 1687 proběhla jeho biskupská chirotonie na biskupa rjazaňského a muromského s povýšením na metropolitu. Hlavním světitelem byl patriarcha moskevský Ioakim.
Roku 1689 podepsal smlouvu na výrobu nového ikonostasu pro chrám Zesnutí přesvaté Bohorodice v Rjazani. Roku 1692 se katedrála zhroutila. Roku 1693 objednal stavbu nového katedrálního chrámu.
V březnu 1700 odešel z důvodu vysokého věku do Znamenského monastýru v Moskvě.